# Christian-Doppler-Gymnasium und Realgymnasium
Das Christian-Doppler-Gymnasium und Realgymnasium, benannt nach dem 1803 in der österreichischen Stadt Salzburg geborenen Physiker Christian Doppler, ist eine allgemein bildende höhere Schule im Salzburger Stadtteil Lehen mit Lage an der Salzach.

## Geschichte
Die Schule befindet sich in der alten, von Stadtbaumeister Jakob Ceconi 1897–99 erbauten k.u.k. Lehener Infanteriekaserne, und war für ein volles Bataillon Belegstärke konzipiert. Sie ähnelt der Hellbrunner Landwehrkaserne (erb. 1897/98, heute Seniorenheim). Stationiert war ab 1899 das Infanterie-Regiment „Erzherzog Rainer“ Nr. 59. Nach dem Ersten Weltkrieg war es kurz Invalidenheim, ab 1920 Standort des Bundesheeres (Salzburger Alpenjäger-Bataillon Nr. 3, die Nachfolger der „Rainer“). 1944 wurde das Gebäude durch einen Bombenangriff beträchtlich in Mitleidenschaft gezogen. 1945 wurde es kurzfristig als Flüchtlingsauffanglager verwendet, dann waren Büros der United States Forces Austria (USFA) und auch Flüchtlingshilfsorganisationen wie der International Refugee Organization (IRO), United Nations Relief and Rehabilitation Administration (UNRRA), des Hoher Flüchtlingskommissar der Vereinten Nationen (UNHCR) untergebracht.
Im Schuljahr 1955/56, kurz nachdem die US-amerikanischen Besatzungstruppen Salzburg verlassen hatten, wurde die Schule errichtet. Diese Örtlichkeit sollte ursprünglich nur als Provisorium für 24 Klassen der überfüllten damaligen Realschule am Hanuschplatz im Zentrum der Stadt dienen. Die Schülerzahl erhöhte sich aber rasch, sodass die vorübergehende Lösung zur fixen Einrichtung wurde.
Das Gymnasium wurde gemäß den angebotenen Bildungszweigen mehrfach umbenannt und anfänglich nur als Realgymnasium, später als Bundesgymnasium II bezeichnet.

Im Jahre 1974 wurde das Gymnasium geteilt, und ein Bundesgymnasium III als Neusprachliches und Musisches Gymnasium eingerichtet. Dieses führte einen musischen Schulversuchzweig, war im Hauptgebäude und einem angemieteten Nebengebäude untergebracht, und übersiedelte als Musisches Gymnasium Salzburg 1988 in die Elisabeth-Vorstadt am anderen Salzachufer.

Untergebracht ist hier seit 1957 auch das Abendgymnasium Salzburg.
Heute umfasst die Bildungseinrichtung 29 Klassen mit rund 800 Schülern und 100 Lehrkräften.

## Schulleitung
- 1955–1973 Erich Kaforka
- 1973–1985 Hans Fellner
- 1985–2002 Siegfried Innerhofer
- 2002–2010 Josef Hofer
- 2010–2013 Johannes Plötzeneder
- 2013–2017 Claudia Dörrich
- 2017–2018 Anton Stefan
- seit 2018 Johannes Plötzeneder

## Schwerpunkte
- Notebook-Klasse
- naturwissenschaftlicher Laborunterricht
- Schulversuch Offenes Lernen mit eigenem Raum
- Sport- und Projektwochen: 2. Klasse Wintersport, 4. Klasse Projektwoche, 5. Klasse Sommersport
- Schüleraustausch oder Projektwoche mit Auslandsaufenthalt in der 7. Klasse
- Seit dem Schuljahr 2011/2012 gibt es für jede Klasse der Oberstufe Offenes Lernen und für einige Klassen Notebooks oder Netbooks.

## Infrastruktur
Die Schule besitzt einen Hof mit Fußballplätzen, einem Beach-Volleyball-Platz und einem Biotop. Weiters gibt es eine Bibliothek und Videothek mit über 25.000 Medien, zwei Turnsäle, einen Fitnessraum sowie diverse Säle für den Fachunterricht (Physik, Chemie, Musik etc.), aber auch für Fotografie, Medienarbeit und Informatik. Das Schulbuffet wird seit dem Schuljahr 2010/11 von einem Catering-Unternehmen geführt.
Für das Schuljahr 2007/2008 wurden wegen Platzmangels im Hof vier Containerklassen aufgestellt. Gleichzeitig wurde das Gebäude gegenüber der Schule in der Christian-Doppler-Straße adaptiert, wo nun fast alle ersten und zweiten Klassen untergebracht sind. In der zweiten Hälfte der 2010er Jahre wurde das alte Schulgebäude renoviert. Zudem wurde das Sporthallengebäude an der Ignaz-Harrer-Straße abgerissen und durch einen Neubau ersetzt.
Weitere Nutzung des Gebäudes
Die Schule ist Standort des Kontrollzentrums bei der Mission „AustroMars“, einem Projekt des Österreichischen Weltraum Forums in Leitung von Ludwig Bermoser.
Im Schulgebäude sind außerdem die Unterrichtsklassen für das Abendgymnasium Salzburg untergebracht, das von der Salzburger Volkshochschule betrieben wird.